# Gottlob Heinrich von Döring
Gottlob Heinrich von Döring (* 25. Dezember 1722; † 1788 in Grimma) war ein deutscher Domherr in Meißen, Regierungsrat des Hochstifts Meißen in Wurzen, Rittergutsbesitzer und Kirchenpatron in Kleinliebenau.

## Leben

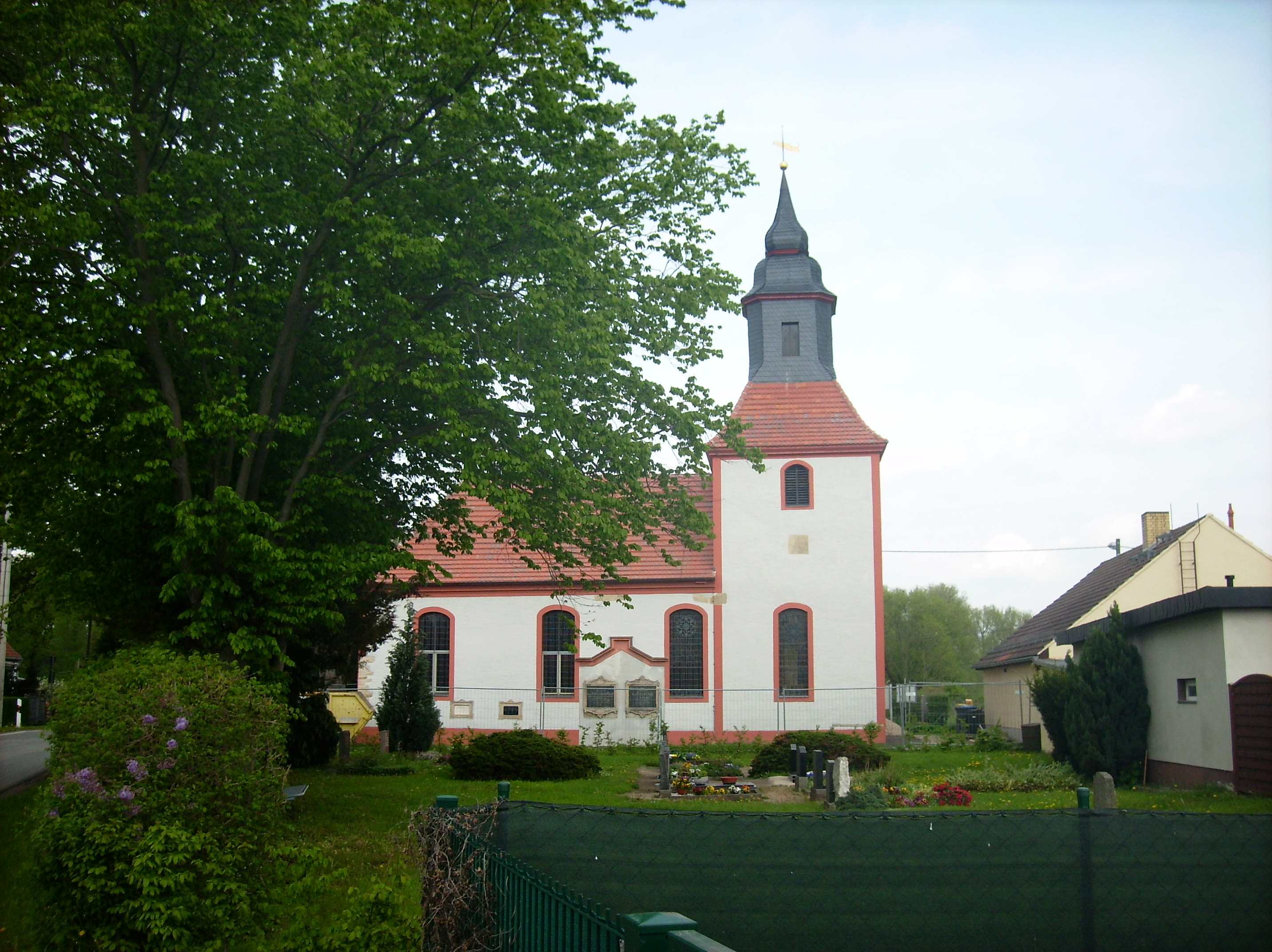
Rittergutskirche Kleinliebenau, deren Patron Döring bis 1773 war

Gottlob Heinrich von Döring stammte aus dem Adelsgeschlecht von Döring, speziell aus dem Hause Sachsendorf und wurde am Heiligabend 1722 als Sohn von Hans Christoph von Döring aus Sachsendorf und dessen Ehefrau Friedrica Magdalena geb. von Karras geboren. Er schlug die Verwaltungslaufbahn ein. 1751 wird er als Legationsrat und Regierungsassessor bezeichnet. Später wurde er zum stift-meißnischen Regierungsrat in Wurzen ernannt. Gleichzeitig hatte er eine gut dotierte freie Stelle als Domherr im Meißner Dom erhalten.
Im Jahre 1754 erwarb Gottlob Heinrich von Döring von den Kindern des ein Jahr zuvor verstorbenen stift-merseburgischen Kammer- und Konsistorialrates Wilhelm Ernst Edler Herr von Zech käuflich dessen hinterlassenen Rittergut Kleinliebenau im Amt Schkeuditz. Dadurch wurde von Döring gleichzeitig auch Kirchenpatron der im Dorf befindlichen Kirche.
Mit zunehmenden Lebensalter häufte Gottlob Heinrich von Döring nicht zuletzt wegen seiner 13 Kinder eine große Menge an Schulden an, die er nicht mehr zurückzahlen konnte. Die Gesamtschulden waren so hoch, dass sich die Merseburger Stiftsregierung gezwungen sah, ihren Schkeuditzer Amtmann Müller 1773 anzuweisen, Bargeld, Urkunden und Wertgegenstände der Kirche in Kleinliebenau vorübergehend in der Amtsstadt in Gewahrsam zu nehmen, damit diese nicht abhandenkommen und vom Kirchenpatron von Döring nicht verpfändet werden konnten. Diese Maßnahme war jedoch unnötig, da Gottlob Heinrich von Döring bereits am 28. Mai 1773 sein Rittergut Kleinliebenau an Eleonora Wilhelmine de Moisy geb. von Schlegel weiterverkaufte und aus dem Verkaufserlös einen Großteil seiner Privatschulden abbezahlen konnte.
1777 wird Gottlob Henrich von Döring als Senior und Cantor des Domstifts Meißen bezeichnet.

## Familie
Er heiratete am 5. April 1755 Maria Theresia Henriette von Beust, eine Tochter des Karl Heinrich von Beust und der Wilhelmine Sophie von Bünau. Das Paar hatte mehrere Kinder:
- Hans David (* 21. Juni 1756; † 2. Juli 1756)
- Friederica Wilhelmine (* 10. August 1757)
- Henriette Theresa (* 2. Februar 1759)
- David Heinrich (* 29. Oktober 1760)
- Henriette Christiane (* 7. November 1762) ⚭ 1788 Ferdinand August von Steinbach
- Henriette Euphrosine (* 28. September 1763)
- Caroline Euprosine (* 9. April 1765)
- Wilhelmine Theresa (* 18. September 1767)
- Georg Heinrich (* 17. Dezember 1769)
- Christoph Heinrich (* 7. Februar 1771)
- Henrica Dorothea
- Maria Luisa
- Henrica Wilhelmine